# Combined Cadet Force
La Combined Cadet Force est un mouvement de jeunesse soutenu par le ministère de la Défense au Royaume-Uni. 